# Каноникъл
Canonical е частна британска компания, основана от Марк Шатълуърт за разработване и популяризиране на проекти за свободен софтуер, предимно Linux дистрибуцията на Ubuntu.
Регистрирана на остров Ман, със седалище в Лондон, с допълнителни офиси в Бостън, Монреал, Тайпе, Сао Пауло и Шанхай.
Основана на 5 март 2004 г., за да разработи и комерсиализира Ubuntu. Също така разработва и поддържа дистрибуции, извлечени от Ubuntu: Kubuntu (използва KDE вместо GNOME), Xubuntu (използва по-малко изискващата ресурси работна среда Xfce) и Edubuntu (фокусирана върху образователна употреба).
Други проекти, които се изпълняват в компанията, включват децентрализираната система за контрол на версиите Bazaar, платформата за съвместна разработка Launchpad и десктоп обвивката Unity. До 2011 г. се поддържа проектът Open CD – колекция от безплатен софтуер с отворен код за Microsoft Windows.
В периода 2009 – 2014 г. предоставя абонаментна публична облачна услуга за съхранение Ubuntu One. През 2013 г. тя планира да пусне смартфона Ubuntu Edge с помощта на схема за групово финансиране, но не беше възможно да се овладее изданието и парите бяха върнати на донорите.
Провежда кампании и събития, насочени към популяризиране на свободния софтуер.